# Капличка (печера)
Капличка — печера, що знаходиться в селі Зозулинці Чортківського району Тернопільської області.

## Відомості
Розташована на лівому схилі р. Дністер за 5,5 км від с. Городок (знаходиться в гирлі впадіння р. Серет у Дністер) та 0,8 км південно-східніше с. Зозулинці.
За спелеорайонуванням, печера «Капличка» знаходиться в VIБ-3 Подільсько-Буковинської карстової області Придністровського Лівобережного карстового району та Зозулинській карстовій ділянці. Вона охоплює схили та яри лівого берега р. Дністер, від гирла р. Серет до с. Синьків. Печера закладена в товщі альбських вапняків біложовтого кольору, яка сформувалася під час поглиблення долини Дністра. Вона горизонтальна, має горизонтальну та вертикальну тріщинуватість. За генезисом, печера ерозійно-гравітаційна, в якій на стінах проходить ерозія породи.
Загальна довжина печери «Капличка» становить 16 м, її висота — 3,5 м, об’єм — 68 куб.м. Знаходиться печера в урочищі «Над гнилою». Тобто назва мікротопоніму виникла за характеристикою і особливістю довколишнього ландшафту.
Дослідження печери «Капличка» засвідчили, що в центральній її частині (біля витоку джерела), в скельній породі на висоті 1,20—1,30 м викута велика ніша для ікон. Вона має довжину 85-90 см та висоту близько 1 м. Далі через 80 см на схід від цієї ніші розміщена друга. Її довжина — 73 см, висота — 90 см. Ще через 80 см знаходиться третя, довжиною 50 см та висотою 60 см. За 15 см справа від неї, на висоті 1,35 м викута ніша довжиною 20 та висотою 35 см, а лівіше, на висоті 1,20 м розміщена ніша, що має 35 см завдовжки і 55 см заввишки. За 4 м на схід від джерела в скелі викута шоста ніша, яка має довжину 35 см та висоту 25 см.
В 5 м праворуч від джерела (західна частина печери), на висоті 1,20 м викутий католицький хрест шириною 3 см, його висота 27 см, а довжина горизонтального рамена близько 10 см. 
Розповіді жителів с. Зозулинці вказують, що в кінці XIX століття пастушки побачили на цьому місці «сіяніє світла», в якому з’явився образ Божої Матері. Тоді освятили це місце. Насправді те «сіяння» було звичайним фізичним явищем оптики — заломлення світла в яскраву сонячну погоду. Також цьому ефекту посприяла заболочена місцевість, на якій випаровувалася волога. Підтвердження початку використання печери «Капличка» вказує дата «1889», яка вибита в правому куті тимчасового вівтаря в західній половині грота. Таким чином, печера «Капличка» не має жодного відношення ні до культових місць давньоруського Василева, ні до печерних пам’яток культу святого Онуфрія. Вона лише пам’ятка природи та історії місцевого значення.